# Даккский университет
Даккский университет, или Университет Дакки (бенг. ঢাকা বিশ্ববিদ্যালয়) — старейшее высшее учебное заведение в Бангладеш, расположено в столице страны Дакке. Основан в июле 1921 года и является крупнейшим университетом государства. В университете обучаются около 33 000 студентов и работают около 1800 преподавателей.

## Война 1971 года
Не-толерантное движение было организованно под лозунгом «Движения независимых бенгальских студентов» в холле Джахрул Хок университета Дакки. Именно этот зал стал первой целью операции «Прожектор». 25 марта все лидеры студенческого движения были убиты. По словам профессора К. М. Мунима около 200 студентов были убиты в этом общежитии. После 12 часов ночи армия вошла в холл Джаганнатх и начала беспорядочную стрельбу. Они вошли через северные и южные ворота и убивали студентов заходя по очереди в каждую из комнат общежития. Около 34 студентов были убиты в это время. Всего около 5/6 жителей студенческих общежитий университета были убиты. Об этом Арчар К. Блуд, позже ставший генеральным консулом Дакки, написал в своей книги «Жестокое рождение Бангладеш». В общежитии начался пожар и когда студенты попытались выбраться из горящего здания — военные начали стрелять. Армейское подразделение № 88 в общей сложности расстреляло около 300 студентов.

## Учебные факультеты
Университет имеет 66 кафедр на 11 факультетах.

### Факультеты[1]
1. художественный
2. бизнес исследований
3. биологических наук
4. изобразительного искусства
5. права
6. медицинский
7. инженерии и технологий
8. фармакологический
9. научный
10. социальных наук
11. земли и охраны окружающей среды

### Бюро и исследовательские центры
- Бюро экономических исследований
- Бюро исследований бизнеса
- Центр перспективных исследований и естественных наук
- Центр повышения квалификации и биологических исследований
- Центр философии
- Центр исследования источников возобновляемой энергии
- Центр гуманитарных исследований
- Центр социальных исследований
- Технологический исследовательский центр полупроводников
- Исследовательский центр биотехнологий
- Кибер-центр
- Исследовательский центр Назрула
- Учебный центр Назмула Карима
- Центр изучения катастроф
- Исламский исследовательский центр доктора Сираджула Хаку
- Центр биомедицинских исследований
- Экологический центр Бангладеш-Австралия
- Исследовательский центр Дельта
- Центр передовых исследований в области физики, химии, биологии и фармацевтики
- Центр передовых исследований в области гуманитарных наук
- Исследовательский центр корпоративного управления и изучения финансов
- Центр микрофинансов и развития
- Японский центр
- Исторический центр
- Центр политологии
- Промышленный альянс
- Исследовательский центр профессора Дилипа Кумара Бхаттачария
- Научно-исследовательский центр органических загрязнителей
- Отдел исследования беженцев и мигрантов
- Центр административных исследований
- Университетская сейсмическая обсерватория
- Центр межрелигиозного и межкультурного диалога
- Сектор лесоводства
- Центр по изучению геноцида

## Библиотека
Библиотека Даккского университета построена в 1921 году. Здесь работал пионер бенгальского библиотечного дела Мухаммад Сиддик Хан.